# Luan Santana

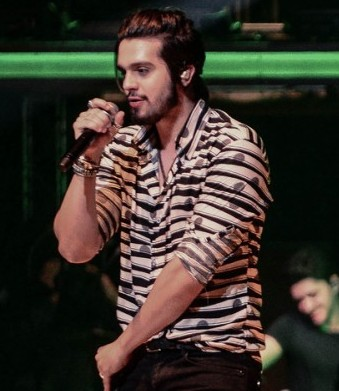
Luan Santana (2016)

Luan Rafael Domingos Santana (* 13. März 1991 in Campo Grande), auch als Luan Santana bekannt ist ein brasilianischer Latin-Sänger, Songwriter und Moderator.
2009 veröffentlichte er sein Debütalbum Tô de Cara und wurde mit dem Song Meteoro bekannt. Anschließend nahm er sein erstes Live-Album auf, das für den Latin Grammy als bestes Sertanejo-Musikalbum nominiert wurde und 2010 zu den meistverkauften Alben des Jahres zählte.

## Leben
Luan Rafael Domingos Santana ist der Sohn von Marizete Santana und Amarildo Domingos. Der Vater arbeitete bei einer Bank. Die Familie zog in seiner Kindheit mehrere Male um, unter anderem in die Städte Maringá, Manaus und Ponta Porã. Seine schulische Laufbahn begann er an der N. S. Auxiliadora-Schule und besuchte durch seine vielen Umzüge auch mehrere Schulen in anderen Städten. Luan Santana lernte von klein auf Gitarre spielen und zu singen. Im Alter von 14 Jahren veranstaltete er eine Party, auf der er seine erste Aufnahme machte. Das für diesen Tag gewählte Hauptlied von der Liste seiner Lieder war Falando Serio.

## Karriere

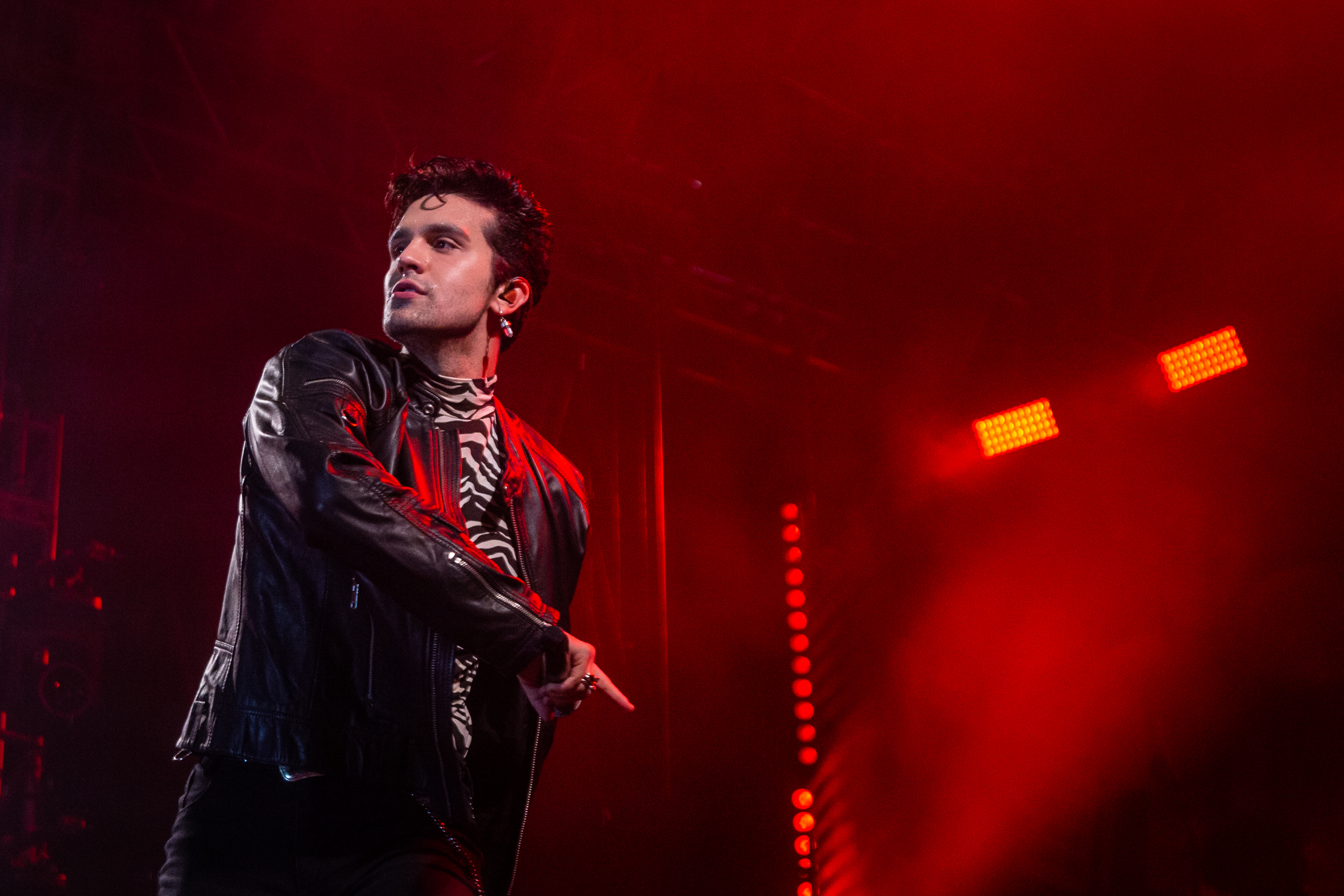
Luan Santana (2022)

Mit einem Amateur Recorder nahm Luan Santana 2008 seine Shows auf, die anschließend als erste CD zusammengesetzt wurden. Ihm gefiel das Endergebnis aber nicht, vor allem die Klangqualität, und somit kam er zu dem Entschluss die CD abzubrechen. Einer seiner Freunde hatte bereits eine Kopie und stellte diese auf Youtube, wo sie sich schnell verbreitete. Die Musik wurde von den Hörern der Radiostationen von Mato Grosso do Sul, Goiás, Rondônia und Paraná angefordert. Am 11. August 2007 stand Luan Santana dann in der Kleinstadt Bela Vista zum ersten Mal auf der Bühne, weil er mit dem Song Falando Sério in den Radios der Region einen Hit gelandet hatte. Danach produziert er sein Debütalbum Tô de Cara.
Im August 2009 wurde er erneut zur Teilnahme an der Festa do Peão de Barretos eingeladen und trat vor 50.000 Menschen auf. Sene 2. CD, das Livealbum Luan Santana - Ao Vivo wurde noch 2009 veröffentlicht. Das Jahr 2009 schloss Luan Santana mit insgesamt 300 gespielten Shows in Brasilien ab.
Von Som Livre unter Vertrag genommen, veröffentlichte Luan im November 2010 seine erste DVD Luan Santana – Ao Vivo, die am 25. August 2009 im Parque das Nações Indígenas in Campo Grande aufgenommen worden war. Während der Award Show Melhores do Ano (auf Deutsch: Die Besten des Jahres) des Fernsehsenders Rede Globo im Jahr 2009, war Luan ein Gewinner in der Kategorie Revelação do Ano (Newcomer des Jahres). Das neue Werk kam im Dezember in die Läden und nach wenigen Monaten wurde der Sänger für die CD mit Platin und für die DVD mit Doppelplatin ausgezeichnet. Er beendete das Jahr 2010 als größter Verkäufer von Tonträgern in Brasilien, ermittelt von der ABPD.
Im Januar 2010 spielte Luan Santana eine Woche lang sich selbst in der Telenovela Malhação des Senders Rede Globo. Das zweite Live-Album von Luan Santana mit dem Titel Luan Santana Ao Vivo no Rio wurde am 11. Dezember 2010 in der HSBC-Arena in Barra da Tijuca, westlich von Rio de Janeiro, aufgenommen. Der Sänger stellte eine Megaproduktion vor, die sogar das Recht hatte, ein Katapult zu verwenden – dasselbe, das Michael Jackson in mehreren seiner Shows verwendet hatte. Der Musiker stellte 15 neue Songs vor, darunter A Bússola, Não Era pra ser, Super-Herói und Palácios e Castelos. Bei einigen Liedern bekam er Unterstützung von Bekanntheiten wie Ivete Sangalo, Belinda Peregrín und Zezé di Camargo & Luciano. Am 3. September 2011 trat Luan Santana beim Brazilian Day auf, einem von Rede Globo geförderten Festival, das mehrere brasilianische Künstler auf einer Bühne in den Straßen von Manhattan zusammenbringt.
Im April 2011 erschien sein zweites Live-Album mit dem Titel Ao Vivo no Rio. Es beinhaltete unter anderem fünf Singles, die alle die Nummer eins der Single-Charts von Billboard Brasil erreichten.
Im April 2012 veröffentlichte er sein zweites Studioalbum, Quando Chega a Noite. Luan Santana hatte sieben der 17 Tracks des Albums selbst komponiert. Die CD wurde von Santana mit Hilfe seiner langjährigen Partner Fernando Zorzanello Bonifácio und dem Duo Fernando & Sorocaba produziert. Der Titel Você de Mim Não Sai wurde Teil eines Soundtracks für die Telenovela Avenida Brasil des Senders Rede Globo.
Im Juni 2013 veröffentlichte er sein erstes Extended Play (EP) mit dem Titel Te Esperando und zur selben Zeit das Album As Melhores… Até Aqui, eine Zusammenstellung seiner größten Hits. Im Juli 2013 nahm Luan Santana dann seine dritte DVD O Nosso Tempo É Hoje in der Maeda Arena in Itu im Landesinneren von São Paulo auf.
Als im Jahr 2013 Papst Franziskus Brasilien am Weltjugendtag in Rio de Janeiro besuchte, war Luan einer der Künstler, die auf der Bühne des Ereignisses auftraten und vor drei Millionen Menschen das Gebet des hl. Franziskus am Copacabana Strand sangen. Ebenfalls im Juli trat der Sänger beim Brazilian Day in Tokio, Japan, auf. Am 21. und 22. Februar 2014 startete Santana seine O Nosso Tempo É Hoje Tournee in der Citibank Hall in São Paulo und tourte anschließend durch das ganze Land. Auf der Bühne befindet sich auch auf dieser Tour eine Technologie, die durch Spezialeffekte hoch geschätzt wird: 155 LED-Module, 48 Moving Lights und 16 Jarag Lampen bildeten eine Lichtpaneele. 2014 nahm er an der brasilianischen Version des Songs Bailando teil, einem Duett mit dem spanischen Sänger Enrique Iglesias. Diese Version wurde mit auf sein Album Duetos das später im Jahr veröffentlicht wurde genommen, dass all seine bisherigen Duette beinhaltet. Die vierte DVD des Sängers, Acústico, wurde am 17. Dezember 2014 in den Quanta Studios in São Paulo aufgenommen. Das Projekt stand unter dem Motto der 60er Jahre, bei dem alle Gäste, die vom Sänger und seinen Mitarbeitern ausgewählt wurden, dem Charakter der Zeit entsprechend gekleidet waren. Die Aufnahme wurde am 14. April 2015 von Som Livre veröffentlicht und enthält die Singles „Eu Não Merecia Isso“ und „Escreve Aí“, die die Spitze des Brasil Hot 100 Airplay erreichten.
Im August 2016 nahm Luan sein fünftes Live-Album und seine fünfte DVD am Paulínia Cinematographic Pole auf. Der Titel 1977nimmt Bezug auf das Jahr der Gründung des Internationalen Frauentags durch die Vereinten Nationen. Das Projekt basierte auf der Zusammenarbeit mit den Sängerinnen Ana Carolina, Anitta, Ivete Sangalo, Marília Mendonça, Sandy und der Schauspielerin Camila Queiroz. Vor ihrer Veröffentlichung wurde die DVD in mehreren Kinos des Landes gezeigt. Die CD erreichte Platz 2 in den ABPD-Album-Charts, während die DVD Platz 1 in den DVD-Charts erreichte. Die Singles Eu, Você, o Mar e Ela und Dia, Lugar e Hora wurden Nummer eins in den Radios. Acordando o Prédio wurde im Januar 2017 als dritte Single des Albums veröffentlicht und erreichte die Spitze der Hot 100 Airplay-Charts.

## Erfolge
Er gewann mehrere brasilianische Musikpreise und war 2010 für den Latin Grammy nominiert. 20 Singles platzierten sich an der Spitze der Billboard Brasil.

## Diskografie

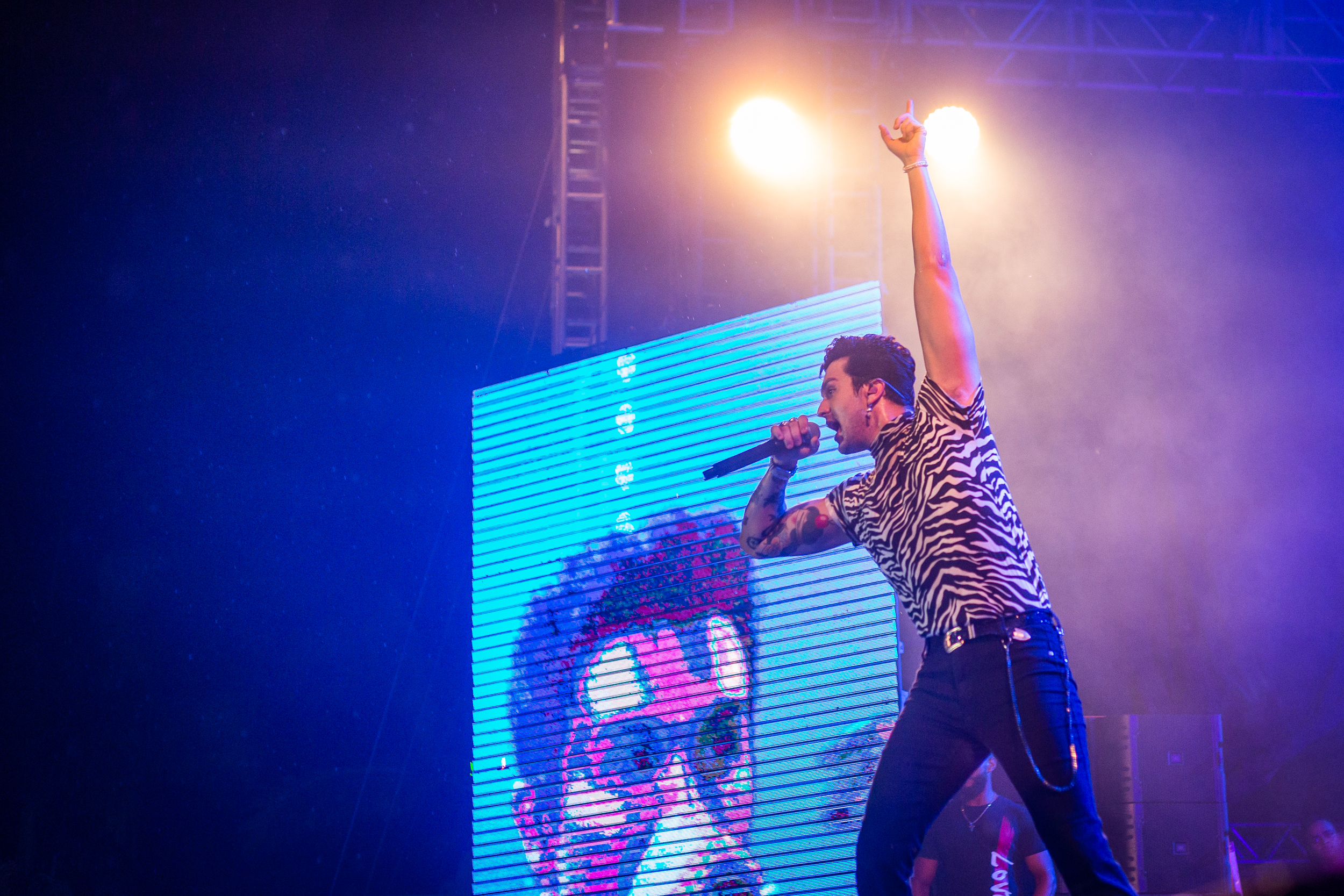
Luan Santana (2022)

### Studioalben
| Jahr | Titel                | Höchstplatzierung, Gesamtwochen, AuszeichnungChartplatzierungen (Jahr, Titel, Platzierungen, Wochen, Auszeichnungen, Anmerkungen) | Höchstplatzierung, Gesamtwochen, AuszeichnungChartplatzierungen (Jahr, Titel, Platzierungen, Wochen, Auszeichnungen, Anmerkungen) | Anmerkungen                                                   |
| Jahr | Titel                | BR | PT | Anmerkungen                                                   |
| ---- | -------------------- | --- | --- | ------------------------------------------------------------- |
| 2009 | Tô de cara           | — | — | Erstveröffentlichung: 1. Februar 2009                         |
| 2012 | Quando chega a noite | — | PT5 (7 Wo.)PT | Erstveröffentlichung: 20. März 2012                           |
| 2016 | 1977                 | BR— ×2DoppelplatinBR | PT34 (1 Wo.)PT | Erstveröffentlichung: 4. November 2016 Charteinstieg PT: 2018 |

### Livealben
| Jahr | Titel                | Höchstplatzierung, Gesamtwochen, AuszeichnungChartplatzierungen (Jahr, Titel, Platzierungen, Wochen, Auszeichnungen, Anmerkungen) | Höchstplatzierung, Gesamtwochen, AuszeichnungChartplatzierungen (Jahr, Titel, Platzierungen, Wochen, Auszeichnungen, Anmerkungen) | Anmerkungen                              |
| Jahr | Titel                | BR | PT | Anmerkungen                              |
| ---- | -------------------- | --- | --- | ---------------------------------------- |
| 2011 | Ao vivo no Rio       | — | PT11 (16 Wo.)PT | Erstveröffentlichung: 29. März 2011      |
| 2013 | O nosso tempo é hoje | BR— PlatinBR | PT19 (2 Wo.)PT | Erstveröffentlichung: 21. Oktober 2013   |
| 2015 | Acústico             | BR— ×3DreifachplatinBR | PT45 (1 Wo.)PT | Erstveröffentlichung: 27. April 2015     |
| 2018 | Live móvel           | BR— PlatinBR | PT38 (2 Wo.)PT | Erstveröffentlichung: 14. September 2018 |
| 2020 | Viva (Ao Vivo)       | — | PT26 (1 Wo.)PT | Erstveröffentlichung: 20. März 2020      |
| 2023 | Luan City 2.0        | BR— DiamantBR | PT100 (12 Wo.)PT | Erstveröffentlichung: 9. November 2023   |

grau schraffiert: keine Chartdaten aus diesem Jahr verfügbar
Weitere Livealben
- 2009: Ao vivo (BR: Platin)
- 2022: Luan City (BR: ×2Doppeldiamant )
- 2025: Luan ao vivo na lua (BR: ×2Doppelplatin )

### Kompilationen
| Jahr | Titel                          | Höchstplatzierung, Gesamtwochen, AuszeichnungChartplatzierungen (Jahr, Titel, Platzierungen, Wochen, Auszeichnungen, Anmerkungen) | Höchstplatzierung, Gesamtwochen, AuszeichnungChartplatzierungen (Jahr, Titel, Platzierungen, Wochen, Auszeichnungen, Anmerkungen) | Anmerkungen                                               |
| Jahr | Titel                          | BR | PT | Anmerkungen                                               |
| ---- | ------------------------------ | --- | --- | --------------------------------------------------------- |
| 2013 | As melhores ... até aqui       | BR— PlatinBR | PT21 (3 Wo.)PT | Erstveröffentlichung: 10. Juni 2013                       |
| 2024 | Ama pra porra ou porra nenhuma | — | PT97 (1 Wo.)PT | Erstveröffentlichung: 2. August 2024 digitale Kompilation |

grau schraffiert: keine Chartdaten aus diesem Jahr verfügbar
Weitere Kompilationen
- 2014: Duetos

### EPs
| Jahr | Titel                           | Höchstplatzierung, Gesamtwochen, AuszeichnungChartplatzierungen (Jahr, Titel, Platzierungen, Wochen, Auszeichnungen, Anmerkungen) | Höchstplatzierung, Gesamtwochen, AuszeichnungChartplatzierungen (Jahr, Titel, Platzierungen, Wochen, Auszeichnungen, Anmerkungen) | Anmerkungen                             |
| Jahr | Titel                           | BR | PT | Anmerkungen                             |
| ---- | ------------------------------- | --- | --- | --------------------------------------- |
| 2024 | Luan ao vivo na lua - Nova      | — | PT28 (6 Wo.)PT | Erstveröffentlichung: 10. Oktober 2024  |
| 2024 | Luan ao vivo na lua - Crescente | — | PT160 (2 Wo.)PT | Erstveröffentlichung: 21. November 2024 |

grau schraffiert: keine Chartdaten aus diesem Jahr verfügbar
Weitere EPs
- 2013: Te esperando
- 2021: The Comeback
- 2022: Luan City 2.0 - Fase 1
- 2023: Luan City 2.0 - Fase 2

### Singles
| Jahr | Titel Album                             | Höchstplatzierung, Gesamtwochen/‑monate, AuszeichnungChartplatzierungen (Jahr, Titel, Album, Platzierungen, Wochen/Monate, Auszeichnungen, Anmerkungen) | Höchstplatzierung, Gesamtwochen/‑monate, AuszeichnungChartplatzierungen (Jahr, Titel, Album, Platzierungen, Wochen/Monate, Auszeichnungen, Anmerkungen) | Anmerkungen                                                   |
| Jahr | Titel Album                             | BR | PT | Anmerkungen                                                   |
| --- | --------------------------------------- | --- | --- | ------------------------------------------------------------- |
| 2017 | Acordando o Prédio 1977                 | BR40 ×2Doppeldiamant · (1 Mt.)BR | — | Erstveröffentlichung: 3. Februar 2017                         |
| 2018 | Sofazinho Live móvel                    | BR11 Diamant · (6 Mt.)BR | — | Erstveröffentlichung: 11. September 2018 feat. Jorge & Mateus |
| 2019 | Quando a Bad Bater Viva (Ao Vivo)       | BR1 ×2Doppelplatin · (7 Mt.)BR | — | Erstveröffentlichung: 28. Juni 2019                           |
| 2020 | Asas –                                  | BR38 (1 Mt.)BR | — | Erstveröffentlichung: 14. Juni 2020                           |
| 2020 | Inesquecível Disco Voador (Deluxe)      | — | PT3 ×4Vierfachplatin · (109 Wo.)PT | Erstveröffentlichung: 9. Oktober 2020 mit Giulia Be           |
| 2021 | Morena The Comeback                     | BR2 ×3Dreifachdiamant · (7 Mt.)BR | PT2 ×7Siebenfachplatin · (118 Wo.)PT | Erstveröffentlichung: 17. Juni 2021                           |
| 2021 | Sorria The Comeback                     | BR42 (1 Mt.)BR | PT29 ×2Doppelplatin · (77 Wo.)PT | Erstveröffentlichung: 29. Juli 2021 feat. MC Don Juan         |
| 2021 | Assim nasce um bêbado The Comeback      | — | PT185 (1 Wo.)PT | Erstveröffentlichung: 26. August 2021                         |
| 2021 | Ilha The Comeback                       | — | PT93 Gold · (25 Wo.)PT | Erstveröffentlichung: 4. November 2021                        |
| 2022 | Abalo emocional Luan City               | BR9 (7 Mt.)BR | PT15 ×2Doppelplatin · (70 Wo.)PT | Erstveröffentlichung: 3. Februar 2022                         |
| 2022 | Erro planejado Luan City                | BR6 (7 Mt.)BR | PT52 Platin · (37 Wo.)PT | Erstveröffentlichung: 13. April 2022 mit Henrique & Juliano   |
| 2022 | Perigo noturno Luan City                | BR48 (1 Mt.)BR | PT161 (2 Wo.)PT | Erstveröffentlichung: 30. Juni 2022                           |
| 2022 | Coração cigano Luan City                | BR6 (4 Mt.)BR | PT12 Gold · (36 Wo.)PT | Erstveröffentlichung: 9. August 2022 mit Luísa Sonza          |
| 2022 | Perigosa Luan City (Deluxe)             | — | PT48 (22 Wo.)PT | Erstveröffentlichung: 10. November 2022                       |
| 2023 | Namorando ou não No Mineirão (Ao Vivo)  | BR13 (5 Mt.)BR | PT141 (7 Wo.)PT | Erstveröffentlichung: 10. März 2023 mit Clayton & Romário     |
| 2023 | Deus é muito bom Luan City 2.0 - Fase 1 | BR38 (1 Mt.)BR | PT154 (2 Wo.)PT | Erstveröffentlichung: 27. April 2023                          |
| 2023 | Meio termo Luan City 2.0 - Fase 1       | BR13 (10 Mt.)BR | PT67 (18 Wo.)PT | Erstveröffentlichung: 9. Juni 2023                            |
| 2023 | Ambiente Errado Luan City 2.0 - Fase 2  | BR36 (2 Mt.)BR | — | Erstveröffentlichung: 3. August 2023                          |
| 2023 | Deja Vu –                               | BR2 (4 Mt.)BR | PT29 Gold · (19 Wo.)PT | Erstveröffentlichung: 7. Dezember 2023 mit Ana Castela        |
| 2024 | Pega escandaloso –                      | BR34 (2 Mt.)BR | PT82 (9 Wo.)PT | Erstveröffentlichung: 28. März 2024 mit Kevin o Chris         |
| 2024 | Eu sou sentimento –                     | BR10 (3 Mt.)BR | PT83 (6 Wo.)PT | Erstveröffentlichung: 6. Juni 2024 mit Luan Pereira           |
| 2024 | Clone Luan ao vivo na lua - Nova        | BR12 (2 Mt.)BR | — | Erstveröffentlichung: 22. August 2024                         |
| 2025 | Dona Luan ao vivo na lua                | BR16 (2 Mt.)BR | — | Erstveröffentlichung: 24. April 2025                          |
| Folgende Lieder erschienen nicht als Single, wurden aber durch das Album zum Download und Streaming bereitgestellt und konnten somit eine Platzierung erlangen: |                                         | | |                                                               |
| |                                         | | |                                                               |
| 2019 | Vingança Live móvel                     | BR8 Diamant · (7 Mt.)BR | — | mit MC Kekel                                                  |
| 2019 | Choque Térmico Viva (Ao Vivo)           | BR35 (4 Mt.)BR | — |                                                               |
| 2020 | Agua Com Açúcar Viva (Ao Vivo)          | BR11 ×2Doppelplatin · (2 Mt.)BR | — |                                                               |
| 2023 | Solteirou Luan City (Deluxe)            | BR32 (3 Mt.)BR | PT62 Gold · (23 Wo.)PT |                                                               |
| 2023 | Mulher Segura Luan City 2.0 – Fase 2    | BR31 (2 Mt.)BR | — |                                                               |
| 2024 | Certeza Luan ao vivo na lua – Nova      | BR45 (1 Mt.)BR | — |                                                               |
| 2024 | Parece Luan ao vivo na lua - Crescente  | BR38 (1 Mt.)BR | — |                                                               |

Weitere Singles
- 2011: Nêga
- 2012: Incondicional
- 2013: Sogrão Caprichou
- 2013: Te esperando
- 2014: Eu não merecia isso
- 2015: Escreve aí (BR: Diamant)
- 2016: Eu, você, o mar e ela
- 2016: Dia, lugar e hora
- 2017: Mesmo sem estar (mit Sandy)
- 2017: Acertou a mão
- 2017: Check-In
- 2018: 2050
- 2018: MC Lençol e DJ Travesseiro
- 2018: Próximo Amor (mit Alok, BR: Platin)
- 2019: Juntos (mit Paula Fernandes)

### Gastbeiträge
- 2017: E essa boca aí? (Bruninho & Davi feat. Luan Santana, BR: Diamant)

### Videoalben
- 2009: Ao Vivo (BR: ×2Doppelplatin )
- 2013: O Nosso Tempo É Hoje (BR: ×3Dreifachplatin )

## Auszeichnungen für Musikverkäufe
Anmerkung: Auszeichnungen in Ländern aus den Charttabellen bzw. Chartboxen sind in ebendiesen zu finden.
| Land/RegionAuszeichnungen für Musikverkäufe (Land/Region, Auszeichnungen, Verkäufe, Quellen) | Gold     | Platin       | Diamant       | Verkäufe  | Quellen             |
| -------------------------------------------------------------------------------------------- | -------- | ------------ | ------------- | --------- | ------------------- |
| Brasilien (PMB)                                                                              | —        | 21× Platin21 | 12× Diamant12 | 5.130.000 | pro-musicabr.org.br |
| Portugal (AFP)                                                                               | 4× Gold4 | 16× Platin16 | —             | 180.000   | Einzelnachweise     |
| Insgesamt                                                                                    | 4× Gold4 | 37× Platin37 | 12× Diamant12 |           |                     |